# 宇文丘不勤
宇文 丘不勤（うぶん きゅうふきん、拼音：Yǔwén Qiūbùqín、生没年不詳）は、鮮卑宇文部の大人。宇文普撥の子。宇文莫珪の父。

## 生涯
元康3年（293年）、宇文普撥が大人として立つと、拓跋部の大人拓跋綽は宇文丘不勤に娘を嫁がせた。
父の宇文普撥が没すると、その位を継いだ。宇文丘不勤が没すると、子の宇文莫珪が立った。
没年は不詳だが、太安元年（302年）12月には宇文莫珪は衆を率いているので、それより以前である。